# Dexfenfluramina
La dexfenfluramina, commercializzata come dexfenfluramina cloridrato con il nome di Redux, era un farmaco anoressizzante serotoninergico (mai commercializzato in Italia). È il d- enantiomero della fenfluramina ed è strutturalmente simile all'anfetamina, ma è privo di effetti stimolanti.
La dexfenfluramina è stata, a metà degli anni '90, approvata dalla Food and Drug Administration degli Stati Uniti ai fini della perdita di peso. Tuttavia, a seguito di molteplici preoccupazioni circa gli effetti collaterali cardiovascolari del farmaco, la FDA ha ritirato l'approvazione nel 1997; a ruota seguirono gli altri enti regolatori del resto del mondo. Successivamente è stato sostituito dalla sibutramina, che, sebbene inizialmente considerata un'alternativa più sicura sia alla dexfenfluramina che alla fenfluramina, è stata anch'essa rimossa dal mercato statunitense nel 2010.
Il farmaco è stato sviluppato da Interneuron Pharmaceuticals, una società co-fondata da Richard Wurtman. Interneuron ha concesso in licenza il brevetto ai Wyeth-Ayerst Laboratories.
Dopo la commercializzazione 22 neurologi hanno presentato una petizione alla FDA per ritardare l'approvazione. La loro preoccupazione era basata sul lavoro di George A. Ricaurte, le cui tecniche e conclusioni furono successivamente messe in discussione.